# Südamerikaspiele 2022/Squash
Bei den Südamerikaspielen 2022 wurden zwischen dem 10. und 15. Oktober 2022 im El Centro Nacional de Squash sieben Wettbewerbe in der paraguayischen Hauptstadt Asunción im Squash ausgetragen. Dazu zählten je eine Einzel-, Doppel- und Mannschaftskonkurrenz bei den Herren und Damen sowie ein Mixed-Doppel.
Insgesamt neun Nationen traten bei den Wettbewerben an. Erfolgreichste Nation war Kolumbien mit fünf Gold-, einer Silber- und zwei Bronzemedaillen, gefolgt von Argentinien, dessen Sportler unter anderem die übrigen zwei Goldmedaillen gewannen. Bei den Spielern war Laura Tovar am Erfolgreichsten, sie sicherte sich im Einzel, Doppel und mit der Mannschaft insgesamt dreimal den Turniersieg.

## Einzel

### Herren
| Platz | Land                  | Spieler                       |
| ----- | --------------------- | ----------------------------- |
| 1     | Argentinien           | Leandro Romiglio              |
| 2     | Kolumbien             | Ronald Palomino               |
| 3     | Argentinien Kolumbien | Robertino Pezzota Juan Vargas |

### Damen
| Platz | Land             | Spielerin                 |
| ----- | ---------------- | ------------------------- |
| 1     | Kolumbien        | Laura Tovar               |
| 2     | Guyana           | Nicolette Fernandes       |
| 3     | Ecuador Paraguay | María Moya Luján Palacios |

## Doppel

### Herren
| Platz | Land                  | Spieler                                                    |
| ----- | --------------------- | ---------------------------------------------------------- |
| 1     | Kolumbien             | Juan Vargas Andrés Herrera                                 |
| 2     | Peru                  | Alonso Escudero Rafael Gálvez                              |
| 3     | Brasilien Argentinien | Diego Gobbi Pedro Mometto Jeremías Azaña Robertino Pezzota |

### Damen
| Platz | Land              | Spielerinnen                                                     |
| ----- | ----------------- | ---------------------------------------------------------------- |
| 1     | Kolumbien         | Laura Tovar María Tovar                                          |
| 2     | Ecuador           | María Buenaño María Moya                                         |
| 3     | Argentinien Chile | Pilar Etchechoury Valentina Portieri Anita Pinto Giselle Delgado |

### Mixed
| Platz | Land                | Spieler                                                        |
| ----- | ------------------- | -------------------------------------------------------------- |
| 1     | Kolumbien           | Lucía Bautista Ronald Palomino                                 |
| 2     | Paraguay            | Francesco Marcantonio Luján Palacios                           |
| 3     | Argentinien Ecuador | Antonella Falcione Leandro Romiglio Rafaela Albuja Javier Romo |

## Mannschaft

### Herren
| Platz | Land              | Spieler                                                                              |
| ----- | ----------------- | ------------------------------------------------------------------------------------ |
| 1     | Argentinien       | Leandro Romiglio Robertino Pezzota Jeremías Azaña Federico Cioffi                    |
| 2     | Brasilien         | Guilherme Melo Diego Gobbi Pedro Mometto                                             |
| 3     | Ecuador Kolumbien | Javier Romo David Costales Álvaro Buenaño Ronald Palomino Juan Vargas Andrés Herrera |

### Damen
| Platz | Land          | Spielerinnen                                                                        |
| ----- | ------------- | ----------------------------------------------------------------------------------- |
| 1     | Kolumbien     | Laura Tovar María Tovar Lucía Bautista Andrea Soria                                 |
| 2     | Argentinien   | Antonella Falcione Pilar Etchechoury Valentina Portieri                             |
| 3     | Ecuador Chile | María Moya María Buenaño Rafaela Albuja Anita Pinto Giselle Delgado Camila Gallegos |

## Medaillenspiegel
| Platz  | Land        | Gold | Silber | Bronze | Gesamt |
| ------ | ----------- | ---- | ------ | ------ | ------ |
| 01     | Kolumbien   | 5    | 1      | 2      | 8      |
| 02     | Argentinien | 2    | 1      | 4      | 7      |
| 03     | Ecuador     | —    | 1      | 4      | 5      |
| 04     | Brasilien   | —    | 1      | 1      | 2      |
| 04     | Paraguay    | —    | 1      | 1      | 2      |
| 06     | Guyana      | —    | 1      | —      | 1      |
| 06     | Peru        | —    | 1      | —      | 1      |
| 08     | Chile       | —    | —      | 2      | 2      |
| Gesamt | Gesamt      | 7    | 7      | 14     | 28     |